# Вале (Пјаченца)
Вале је насеље у Италији у округу Пјаченца, региону Емилија-Ромања.
Према процени из 2011. у насељу је живело 117 становника. Насеље се налази на надморској висини од 582 м.